# Golden Glory
Golden Glory − holenderska grupa promotorska z siedzibą w Bredzie, zajmująca się organizowaniem gal sportów walki, managementem oraz szkoleniem zawodników kick-boxingu, boksu tajskiego i mieszanych sztuk walki (MMA). 
Została założona w 1999 roku i jest kierowana przez przedsiębiorców Baastiana "Basa" Boona, Rona Nyqvista oraz trenera Cora Hemmersa. Oprócz usług managerskich, Golden Glory oferuje zaplecze treningowe i pomoc szkoleniową. Posiada trzy placówki treningowe na terenie Holandii (Breda, Zuidlaren, Helmond), a także po jednej w Berlinie, Bukareszcie oraz w tajlandzkim kurorcie Pattaya. W 2011 roku głównymi trenerami byli: Cor Hemmers (kick-boxing, MMA), Dave Jonkers (kick-boxing), Martijn de Jong (MMA), Ramon Dekkers (boks tajski) i Fred Royers (boks tajski).
W Polsce blisko współpracuje i działa pod patronatem Teamu Golden Glory - Zuidlaren Dave Jonkers & Semmy Schilt, Klub Ashihara Karate i Ju Jitsu w Darłowie prowadzony przez Dariusza Winiarskiego.
Do zawodników związanych (dawniej lub obecnie) z Golden Glory należą m.in.: Semmy Schilt, Alistair Overeem, Marloes Coenen, Stefan Leko, Siyar Bahadurzada, Gökhan Saki, Errol Zimmerman, Heath Herring, Rusłan Karajew, Siergiej Charitonow, Jon Olav Einemo i Gegard Mousasi.
W kontaktach zewnętrznych firma jest reprezentowana przede wszystkim przez Basa Boona, głównym inwestorem i zarządcą organizacji jest jednak Ron Nyqvist, który sprawuje te funkcje mimo przebywania w więzieniu. Nyqvist był w przeszłości członkiem zorganizowanej grupy przestępczej zajmującej się przemytem narkotyków. W 2001 roku dopuścił się morderstwa dwóch osób, za co został skazany na 20 lat pozbawienia wolności.
Latem 2011 roku doszło do konfliktu pomiędzy Golden Glory a spółką Zuffa Ltd., czyli właścicielami organizacji UFC i Strikeforce, w których walczyło kilku czołowych zawodników Golden Glory. Według prezydenta UFC, Dany White'a, źródłem sporu były nalegania Boona i jego współpracowników, aby honoraria za walki były wypłacane im, z pominięciem zawodników (co było korzystniejsze dla tych ostatnich ze względów podatkowych). Zuffa, która standardowo wypłaca gaże bezpośrednio zawodnikom, odmówiła, a także rozwiązała kontrakty z czterema zawodnikami Golden Glory: Alistairem Overeemem (mistrzem Strikeforce), Valentijnem Overeemem, Marloes Coenen (byłą mistrzynią Strikeforce) i Johnem Olavem Einemo.